# ساندرا رینولدز
 ساندرا رینولدز (انگلیسی: Sandra Reynolds؛ زاده ۴ مارس ۱۹۳۴) یک تنیس‌باز اهل آفریقای جنوبی است.